# Spasticité
Exagération du réflexe myotatique, la spasticité consiste en un étirement rapide d'un muscle qui entraîne trop facilement sa contraction réflexe qui dure un certain temps.

## Épidémiologie
Une spasticité est présente jusque dans un tiers des accidents vasculaires cérébraux et jusqu'à 2/3 des patients ayant une sclérose en plaques.

## Description
Typiquement, elle se décrit comme une résistance involontaire à un mouvement imposé, cette résistance augmentant avec la vitesse du mouvement.
La spasticité peut être uniforme sur tout le corps mais elle est le plus souvent localisée sur les membres inférieurs (diplégie spastique). Elle peut être également uniforme sur un hémicorps (hémiplégie cérébrale infantile) avec des raideurs musculaires et une faiblesse des muscles antagonistes. La spasticité au niveau des membres inférieurs fait en sorte qu'il est impossible pour la personne de rétracter ses jambes ou qu'elle arrive à peine à les bouger. Elle peut être également minime, uniquement révélée par un examen clinique.
L'évaluation de la spasticité se fait à partir de différentes échelles ou tests.
Elle n'est pas obligatoirement douloureuse, mais elle peut l'être, notamment, dans le cas d'une sclérose en plaques.
Elle doit être différenciée de la contracture, de la rigidité musculaire (résistance indépendante de la vitesse du mouvement imposé et de la catatonie).

## Traitement
La prise en charge par kinésithérapie repose sur la pratique d'élongations mais sans efficacité démontrée. La mise en place d'attelles de contention, ou d'orthèses peut avoir un certain intérêt, ainsi qu'une rééducation posturale. Le réentraînement musculaire reste neutre quant aux symptômes dus à la spasticité.
Plusieurs techniques de physiothérapie ont été proposées, seule la stimulation magnétique transcrânienne répétée semble avoir un bénéfice, qui reste faible, dans le cas de la spasticité de la sclérose en plaques.
Le traitement médicamenteux de la spasticité repose sur des myorelaxants comme le baclofène ou le dantrolène. Le niveau de preuve de leur efficacité reste faible. Dans les séquelles des traumatismes de la moelle épinière, seule, la tizanidine semble agir. Le baclofène reste toutefois souvent donné en première intention, la tizanidine et le dantrolène étant prescrit en cas de résultats insuffisants. Le baclofène peut être administré également par voie épidurale par une pompe fonctionnant en continu.
Les dérivés du cannabis ont une certaine efficacité sur la spasticité. L'injection de toxine botulique réduit également la spasticité mais sans influence démontrée sur la qualité de vie.
La neurolyse chimique consiste à injecter au niveau du nerf moteur un produit (alcool ou autre) qui va détruire les neurones. Ce traitement est naturellement irréversible mais a ses indications dans les cas de spasticité sévère sans espoir de récupération de la fonction motrice.
Il existe également une opération chirurgicale visant à diminuer de manière définitive la spasticité. C'est la rhizotomie dorsale sélective.